# セラリシン
セラリシン(Serralysin、EC 3.4.24.40)は、酵素である。P1'の疎水性残基の結合を選択的に加水分解する反応を触媒する。
この細胞外エンドペプチダーゼは、緑膿菌(Pseudomonas aeruginosa)、Escherichia freundii、Serratia marcescens、Erwinia chrysanthemi等が持つ。